# Кудрявая капуста
Кудря́вая капу́ста, или кале́, или грюнколь, или браунколь, или брунколь (лат. Brassica oleracea var. sabellica), а также в виде англицизма кейл — однолетнее овощное растение, разновидность вида Капуста огородная семейства Капустные.
Зелёные или фиолетовые кружевные листья не образуют кочан. Считается наиболее близкой к дикой капусте среди одомашненных форм. В пищу употребляются в основном листья. Стебель обычно считается слишком твёрдым. Капусту кале выращивают также в качестве кормовой культуры и в декоративных целях.
До конца Средневековья капуста была одной из распространённых культур в Европе. Эта разновидность с кудрявыми листьями существовала уже в Древней Греции наряду с плосколистными сортами в IV веке до н. э.

## Кулинария
Кудрявая капуста хорошо замораживается и на вкус слаще и ароматнее после воздействия мороза. В Нидерландах капусту смешивают с картофельным пюре, для того, чтобы сделать традиционное блюдо стамппот, которое иногда подают с сосисками. В Японии кудрявая капуста популярна как пищевая добавка, обычно в виде напитка — аодзиру. В Турции, на черноморском побережье, делают из кудрявой капусты суп. В кудрявой капусте содержится много витаминов K и С; она богата кальцием.